# Juniya
Juniya (en népalais : जुनिया) est un comité de développement villageois du Népal situé dans le district de Gulmi. Au recensement de 2011, il comptait 2 847 habitants.